# Перинеум
В анатомията на човека перинеум (на гръцки: perinéum – преграда) или междинница се наричат меките тъкани (мускули и фасции), които затварят отдолу кухината на малкия таз. При мъжа това е областта между ануса и скротума, а при жената – между ануса и големите и малки срамни устни.
Перинеумът е ерогенна зона за мъжете и жените. Разкъсвания на перинеума често се появяват при първо раждане, но рискът от подобни наранявания може да бъде намален, чрез неговото масажиране.

## Анатомия
Тази анатомична област е разделена на два триъгълника: преден – урогенитален (trigonum urogenitale), и заден – анален (trigonum anale). Границата между тях се нарича tubera ischiadica. Перинеумът е изграден основно от мускули покрити с фасции (мускулни обвивки), които формират тазовата и пикочно-половата диафрагма.

### Тазова диафрагма
Тазовата диафрагма (diaphragma pelvis) образува дъното на малкия таз. В нея се разполага тясна пролука (hiatus urogenitalis), простираща се от лонното съчленение до ректума. През нея преминава пикочния канал и влагалището (при жените). Тази диафрагма обхваща аналната част на ректума и самия анус.

#### Мускули
Тазовата диафрагма е съставена от три мускула:
- мускул повдигач на ануса (m. levator ani) – води началото си от сухожилната дъга на мускула arcus tendineus m. levatoris ani, след което се насочва надолу и назад към срединната равнина, като обхваща долната част на ректума.
- опашен мускул (m. coccygeus) – допринася за изграждането на тазовото дъно, като прикрепва опашната кост към седалищната кост. Започва от spina ischiadica и lig. sacrospinale, а завършва на опашната кост и върха на кръстцовата кост.
- външен анален сфинктер (m. sphincter ani externus) – обхваща ануса и крайната част на ректума. Тръгва отпред от сухожилния център и от съединителната тъкан на подкожието, след което се насочва назад към lig. anococcygeum. Изграден е от три части – повърхностна (pars superficialis), подкожна (pars subcutanea) и дълбока (pars profunda), чрез която се осъществява плътното затваряне на ануса.

#### Фасции
Тазовата диафрагма притежава две фасции, които я покриват отвън и отвътре:
- горна фасция на тазовата диафрагма (fascia diaphragmatis pelvis superior) – намира се от вътрешната страна на тазовата диафрагма, представлява продължение на илиачната фасция и покрива горната повърхност на мускула повдигач на ануса и опашния мускул.
- долна фасция на тазовата диафрагма (fascia diaphragmatis pelvis inferior) – покрива долната повърхност на тазовата диафрагма и ограничава от вътрешната страна ямата, разположена между повдигача на ануса и седалищните върги.

### Пикочно-полова диафрагма
Пикочно-половата диафрагма (diaphragma urogenitale) се намира в областта на урогениталния триъгълник. През нея преминава пикочния канал и влагалището (при жените).

#### Мускули
Съставена е от следните три мускулни групи:
- дълбок напречен перинеален мускул (m. transversus perinei profundus) – изграден от мускулни снопчета, които се захващат за седалищната (os ischii) и лонната кост (os pubis), като по-голямата част от тях завършват в сухожилния център на перинеума (centrum tendineum perinei). При жената през него преминават уретрата и влагалището.
- външен сфинктер на уретрата (m. sphincter urethrae externus) – обхваща пикочния канал и представлява видоизменена част на дълбокия напречен перинеален мускул.
- допълнителни мускули при жените (m. compresor urethrae и m. sphincter urethrovaginalis)

Повърхностните мускули на перинеума са разположени върху дълбоките. Към тях се причисляват следните три мускула:
- седалищно-кавернозен мускул (m. ischiocavernosus) – изхожда от седалищните върги, покрива отдолу и встрани крачетата на пениса, продължава се към гърба на същия, вплита се в tunica albuginea, и се свързва с мускулната разтеглица на същия мускул от другата страна. При мъжете той отговаря за ерекцията, като при съкращението си притиска венозните съдове на пениса и затруднява кръвния ток, а също и изстисква крачетата, при което кръвта се насочва в по-предните части на кавернозните тела.
- булбоспонгиозен мускул (m. bulbospongiosus) – при мъжа започва с общ сухожилен шев, който е прикрепен за луковицата на гъбестото тяло на пениса, а при жената покрива отвън двете преддверни луковици, като дорзално се вплита в сухожилния център на перинеума, а напред достига до клитора. В първия случай спомага за изхвърлянето на спермата и урината, а при втория – съкращението му води до стесняване входа на влагалището.
- повърхностен напречен перинеален мускул (m. trasversus perinei superficialis) – играе роля на фиксатор на сухожилния център на перинеума. Започва от седалищните върги и в срединната равнина се вплита в сухожилния център.

#### Фасции
Пикочно-половата диафрагма също притежава две фасции, които се сливат по нейния преден и заден край:
- горна фасция на пикочно-половата диафрагма (fascia diaphragmatis urogenitalis superior) – покрива горната повърхност на урогениталната диафрагма.
- горна фасция на пикочно-половата диафрагма (fascia diaphragmatis urogenitalis inferior) – обхваща външната повърхност на дълбокия напречен перинеален мускул и външния сфинктер на уретрата.

Повърхностните мускули на перинеума са покрити от повърхностната фасция на перинеума (fascia superficialis perinei). Тя се захваща латерално за долните клонове на лонните кости и клоновете на седалищните кости, напред прехожда във фасцията на пениса (или клитора), а назад се слива със сухожилния център и фасцията на задния ръб на пикочно-половата диафрагма.